# Rothschildia affinis
Rothschildia affinis är en fjärilsart som beskrevs av Felder 1874. Rothschildia affinis ingår i släktet Rothschildia och familjen påfågelsspinnare. Inga underarter finns listade.